# HŽRK Posušje
Hrvatski ženski rukometni klub Posušje je bosanskohercegovački rukometni klub iz Posušja. Član Rukometnog saveza Herceg Bosne.

## Vanjske poveznice
- Facebook